# تئورو
تئورو (به اسپانیایی: T'uru) یک کوه در پرو است که در Peru, Lima Region واقع شده‌است. تئورو ۵٬۱۰۰ متر بالاتر از سطح دریا واقع شده‌است.